# داگلاس سی-۷۴ گلوبمستر
هواپیمای داگلاس سی-۷۴ گلوبمستر ، یک هواپیمای ترابری سنگین بارهای هوایی از آن ایالات متحده است که توسط شرکت هواپیماسازی داگلاس در لانگ بیچ کالیفرنیا ساخته شد.
هواپیمای گلوبمستر پس از حمله حمله ژاپن به پرل هاربر ساخته شد. مسافت طولانی اقیانوس اطلس، به ویژه مسافت میان اقیانوس آرام تا مناطق جنگی نیاز به هواپیمای ترابری نظامی سنگین برای عبور از اقیانوس را نمایان ساخت. شرکت هواپیمایی داگلاس در سال ۱۹۴۲ مسئول طراحی یک غول چهار موتوره شد. توسعه، ساخت و بهبود مسائل مربوط به هواپیما باعث شد تا نخستین پرواز این هواپیما تا ۵ سپتامبر ۱۹۴۵ به تاخیر بیفتد و تولید این هواپیما محدود به ۱۴ فروند شد، پس از آن که قرارداد ساخت بعد از روز پیروزی بر ژاپن باطل شد.
اگر چه این هواپیما در تعداد زیاد ساخته نشد، سی-۷۴ نیاز به هواپیمای باربری راهبردی دوربرد را برطرف نمود، که پس از آن داگلاس سی-۱۲۴ گلوبمستر ۲ برای سال های زیادی به دست نیروی هوایی ایالات متحده امریکا استفاده شد.